# Jack Mutel
Jack Mutel, peintre de l'école normande. Né le 7 août 1935 à Bretteville-sur-Odon  (Calvados), il est mort à Sainte-Honorine-du-Fay le 16 janvier 2016.

## Biographie
Jack Mutel se forme à l'école des Beaux-Arts de Caen de 1948 à 1952, dans l'atelier d'un solide peintre post-impressionniste, Louis-Edouard Garrido (1893-1982).
Enfant à Bretteville-sur-Odon, le jeune Mutel peint à l'âge de dix ans avec l'artiste-peintre caennais René Thurin (Caen 1874- Caen 1951), puis accompagne son maître Garrido peindre sur le motif. Sa passion  le mène à un premier prix d'antique et de peinture en 1950, puis à une première exposition personnelle à Caen en 1955 (galerie Gérard Granier).
Tout en enseignant les arts plastiques comme professeur des collèges de 1964 à 1985(collège Saint-Joseph, à Caen), le peintre bas-normand  mène une longue carrière picturale, ponctuée de nombreuses et régulières expositions  en Normandie (présent au salon des artistes bas-normands (Caen) depuis 1952, rétrospective au Musée baron Gérard (Bayeux) en 1979, expositions à l'hôtel d'Escoville, rétrospective à l'Hôtel de ville de Caen en 2002, etc.), mais aussi à Paris (galerie Ror Volmar...) et en Europe, notamment à Londres. Ainsi, est-il honoré du Grand prix des artistes bas-normands en 1957 et 1971, du Prix de la ville de Falaise ainsi que celui de la ville de Torigny-sur-Vire. 

## Travaux
Le style figuratif des acryliques et huiles du maître de Sainte-Honorine-du-Fay, homme discret aux certitudes affirmées, n'est pas sans évoquer parfois la fougue d'un Soutine ou la sensibilité d'un Van Gogh. Touche vibrante, matière généreuse et voluptueuse, solide construction, goût pour la lumière, couleur audacieuse, dynamisme des rythmes, tout concourt à faire de ces peintures une belle œuvre mature.
S'il aborde la figure, aussi bien les marins que l'éternel féminin, c'est essentiellement dans le paysage, voire la nature morte, que s'épanouit sa conception picturale, basée sur l'importance de la construction de l'espace par la couleur et la valeur. Partant de notes prises sur le motif, le peintre construit ensuite sa toile en atelier, se souvenant de la leçon du fauvisme et des nabis, créant des échos colorés, attentionné aussi à focaliser la lumière, à l'exacerber par des contre-points rouge.
Si Jack Mutel, en architecte du sensible, est avant tout un œil pour lequel le sujet n'est qu'un prétexte à charpenter l'espace de la toile, il transcrit cependant sa vision intime du monde qui l'entoure, tel un continuateur de Bonnard ou Vuillard : scènes de pêcheurs, plages du Calvados, villages du Bessin, Honfleur, natures mortes, bouquets, orchestres de musique classique... De surcroît, des voyages méridionaux lui permettent d'enrichir le répertoire de ses motifs : Espagne, Italie, Venise... 
Ses toiles sont présentes dans de nombreuses collections privées, tant en Europe qu'en Australie et aux États-Unis, même si en homme farouchement indépendant, il s'est longtemps refusé à intégrer le système des galeries.
Du 8 décembre 2012 au 10 mars 2013, l'Espace-Musée Charles Léandre de Condé-sur-Noireau consacre une exposition rétrospective de son œuvre, fruit de six décennies de création picturale.
Il a eu pour élève l'écrivain Jean-François Miniac.

## Musée
Depuis mars 2016, le Musée Charles Léandre de Condé-sur-Noireau présente 22 œuvres de Mutel dans un espace spécial à la suite de la collection Léandre.